# Campeonato Mundial de Escalada de 2011
El XI Campeonato Mundial de Escalada se celebró en Arco (Italia) entre el 15 y el 24 de julio de 2011 bajo la organización de la Federación Internacional de Escalada Deportiva (IFSC) y la Federación Italiana de Deportes de Escalada.

## Medallistas

### Masculino
| Evento             | Oro                                     | Plata                                  | Bronce                               |
| ------------------ | --------------------------------------- | -------------------------------------- | ------------------------------------ |
| Dificultad (23.07) | Ramón Julián Puigblanqué · España · Top | Jakob Schubert · Austria · 50+         | Adam Ondra · República Checa · 50+   |
| Velocidad (23.07)  | Zhong Qixin China                       | Stanislav Kokorin · Rusia              | Danyl Boldyrev · Ucrania             |
| Bloques (17.07)    | Dmitri Sharafutdinov · Rusia · 4T5 4b4  | Adam Ondra · República Checa · 4T8 4b8 | Rustam Guelmanov · Rusia · 4T12 4b12 |

### Femenino
| Evento             | Oro                            | Plata                                  | Bronce                            |
| ------------------ | ------------------------------ | -------------------------------------- | --------------------------------- |
| Dificultad (22.07) | Angela Eiter · Austria · 53+   | Kim Ja-In Corea del Sur 47+            | Magdalena Röck · Austria · 47+    |
| Velocidad (23.07)  | Mariya Krasavina · Rusia       | Anna Tsyganova · Rusia                 | Tamara Ulzhabayeva · Kazajistán   |
| Bloques (17.07)    | Anna Stöhr · Austria · 4T6 4b6 | Sasha DiGiulian Estados Unidos 2T2 3b3 | Juliane Wurm · Alemania · 2T2 3b7 |

## Medallero
| Núm. | País            | Oro | Plata | Bronce | Total |
| ---- | --------------- | --- | ----- | ------ | ----- |
| 1    | Rusia           | 2   | 2     | 1      | 5     |
| 2    | Austria         | 2   | 1     | 1      | 4     |
| 3    | China           | 1   | 0     | 0      | 1     |
| 3    | España          | 1   | 0     | 0      | 1     |
| 5    | República Checa | 0   | 1     | 1      | 2     |
| 6    | Corea del Sur   | 0   | 1     | 0      | 1     |
| 6    | Estados Unidos  | 0   | 1     | 0      | 1     |
| 8    | Alemania        | 0   | 0     | 1      | 1     |
| 8    | Kazajistán      | 0   | 0     | 1      | 1     |
| 8    | Ucrania         | 0   | 0     | 1      | 1     |
|      | TOTAL           | 6   | 6     | 6      | 18    |